# شيخ غرغلي (تشيلو)
شيخ غرغلي (بالفارسية: شیخ گرگعلی) هي منطقة سكنية تقع في إيران في قسم تشيلو الريفي.